# جائحة فيروس كورونا في خنان 2020
يوثق هذا المقال وضع جائحة فيروس كورونا 2019–20 في مقاطعة خنان، الصين.

## خلفية
في 12 يناير 2020، أكدت منظمة الصحة العالمية عن ظهور فيروس كورونا المستجد كسبب للمرض التنفسي الذي أصاب مجموعة من الأشخاص في مدينة ووهان، مقاطعة خوبي، الصين، إذ أُبلغ عنهم إلى منظمة الصحة العالمية في 31 ديسمبر 2019. كانت نسبة الوفيات بين الحالات المُشخصة بكوفيد-19 أقل بكثير من جائحة فيروس سارس في عام 2003، لكن انتقال العدوى كان أكبر، والوفيات أيضًا.

## التسلسل الزمني
| المناطق                                                                         | مؤكد | وفات | تعافى |
| المجموع                                                                         | 1273 | 22   | 1250  |
| ------------------------------------------------------------------------------- | ---- | ---- | ----- |
| تشنغتشو                                                                         | 157  | 5    | 152   |
| شينيانج                                                                         | 274  | 2    | 272   |
| قادم من الخارج                                                                  | 1    | 0    | 0     |
| نانيانغ                                                                         | 156  | 3    | 153   |
| تشوماديان                                                                       | 139  | 0    | 139   |
| شانغكيو                                                                         | 91   | 3    | 88    |
| زهوكو                                                                           | 76   | 1    | 75    |
| بينغدينغشان                                                                     | 58   | 1    | 57    |
| شينشيانغ                                                                        | 57   | 3    | 54    |
| انيانغ                                                                          | 53   | 0    | 53    |
| تزو تشانغ                                                                       | 39   | 1    | 38    |
| لوهي                                                                            | 35   | 0    | 35    |
| جياوتسو                                                                         | 32   | 1    | 31    |
| لويانغ                                                                          | 31   | 1    | 30    |
| كايفنغ                                                                          | 26   | 0    | 26    |
| هيبى                                                                            | 19   | 0    | 19    |
| بويانغ                                                                          | 17   | 0    | 17    |
| سانمنشيا                                                                        | 7    | 1    | 6     |
| جيوان                                                                           | 5    | 0    | 5     |
| اعتبارًا من 14 مارس 2020 (يشمل عدد الحالات المؤكدة الحالات المتوفاة والمعافات. ) |      |      |       |

### يناير 2020
في 21 كانون الثاني (يناير) 2020، تم الإبلاغ عن حالة واحدة مؤكدة. لرجل يبلغ من العمر 66 عامًا من تايكانج، زهوكو، يعمل في ووهان. وقد ظهرت عليه الأعراض في 29 ديسمبر، وكان قد عاد إلى زهوكو في 7 يناير، وتم نقله إلى تشنغتشو في يوم 10 يناير وتم عزله في العشرين شناير وتأكيد إصابته في الحادي والعشرين من نفس الشهر.
في 22 يناير، تم الإبلاغ عن أربع حالات مؤكدة جديدة. وحتى الساعة 18:00 يوم 22 يناير، تم تأكيد ما مجموعه 5 حالات مؤكدة (2 في تشنغتشو، 1 في لويانغ، 1 في سانمنشيا، وواحدة في غونغيي). جميع الحالات كانت تقيم في ووهان، ويتلقون حاليًا علاجًا في مؤسسات طبية معينة.
في 24 يناير، أفادت لجنة الصحة بمقاطعة خنان أنه تم تأكيد أربع حالات جديدة في 23 يناير، واحدة في كل من مدينة زهوكو ومدينة شينيانج ومدينة تشنغتشو ومدينة غونغيي، حيث أبلغت مدينة زهوكو ومدينة شينيانج عن الحالات المؤكدة الأولى.
في 25 يناير، أفادت لجنة الصحة في مقاطعة خنان أنه تم تأكيد 23 حالة جديدة في 24 يناير، بما في ذلك حالة واحدة في مدينة بينغدينغشان، وحالة واحدة في مدينة شينشيانغ، و8 حالات أخرى في مدينة نانيانغ، وحالتين في مدينة تشوماديان، حالة واحدة في مقاطعة غوشي، وثلاث حالات تم الإبلاغ عنها في تشنغتشو، وثلاث في تشوكو، وأربع في شينيانج. وتم الإبلاغ عن الحالات المؤكدة الأولى في بينغدينغشان، وشينشيانغ، ونانيانغ، وتشنغتشو، ومقاطعة غوشي.
في 26 يناير، أفادت لجنة الصحة بمقاطعة خنان أنه تم تأكيد 51 حالة جديدة في 25 يناير، بما في ذلك 3 حالات في انيانغ، و3 أخرى في لوهي، و12 حالة في تشنغتشو،و1 في بينغدينغشان، وحالتان في كل من شينشيانغ، وسانمنشيا. وحالة واحدة في قوانغتشو، حالة واحدة في زهوكو، و5 حالات في تشنغتشو، 7 حالات خرى في نانيانغ، و16 حالة في شينيانج.
في 27 يناير، أفادت لجنة الصحة بمقاطعة خنان أنه تم تأكيد 45 حالة جديدة في 26 يناير، بما في ذلك حالة واحدة في كايفنغ، وحالتان في هيبي، وحالة واحدة في بينغدينغشان، و6 في شانغكيو، و9 في تشنغتشو، ولويانغ. وكانت هناك حالة واحدة في بكين،و3 حالات في مدينة بينغدينغشان، و4 حالات في مدينة انيانغ، وحالة واحدة في مدينة شينشيانغ،و3 حالات في مدينة لوهي، حالة واحدة في مدينة سانمنشيا، 4 حالات في مدينة نانيانغ، حالة واحدة في مدينة شينيانغ، وحالتان في مدينة تشوماديان، و6 حالات في مدينة تشوكو (أبلغت كايفنغ، ومدينة هيبي، ومدينة بينغدينغشان، ومدينة شانغكيو عن أول حالة مؤكدة).
في 28 يناير، أبلغت لجنة الصحة بمقاطعة خنان أنه في 27 يناير، تم تأكيد 40 حالة جديدة، و11 حالة دات حالة متقدمة من المرض، وحالتان كانتا في حالةً خطيرة. حالتان في جياوتسو (التقرير الأول)، و8 حالات في تشنغتشو، وحالة واحدة توفيت في كايفنغ، و4 حالات في انيانغ، وحالتان في شينشيانغ، حالة واحدة في تزو تشانغ، و3 حالات في لوهي، و7 حالات في نانيانغ، حالة واحدة في شانغكيو، و4 حالات في مدينة زهوكو، و6 حالات في مدينة شينيانغ، وحالة واحدة في مدينة تشوماديان. في نفس اليوم، أصدرت تشنغتشو بلغًا طارئًا بأن إجمالي 23 مريضًا مصابًا بفيروس كورونا الجديد أخذوا إلى خنان في 23 قطارا.
في 29 يناير، أبلغت لجنة الصحة في مقاطعة خنان أنه في 28 يناير، تم تأكيد 38 حالة جديدة، و4 حالات جديدة خطيرة، وتوفيت حالة واحدة، وشفيت حالة واحدة. ومن بينها، أبلغت مدينة ليانغ عن أول حالة مؤكدة، مع تأكيد حالة واحدة من بين الحالات المؤكدة حديثاً في مدن أخرى، تم تأكيد 3 حالات في تشنغتشو، وواحدة في كايفنغ، و3 حالات في انيانغ، و3 في هيبي، وحالة واحدة في شينشيانغ، حالة واحدة أخرى في سانمنشيا، و5 في نانيانغ، 7 في شانغكيو، وزهوكو. و4 حالات في مدينة شينيانج، و3 حالات في مدينة شينيانج، و6 حالات في مدينة تشوماديان.
في 30 يناير، صرحت لجنة الصحة في مقاطعة خنان بتشخيص 72 حالة جديدة و4 حالات شديدة وحالة واحدة تعافت في 29 يناير. ومن بين الحالات المؤكدة حديثًا: 6 حالات في تشنغتشو وواحدة في كايفنغ و3 في بينغدينغشان و2 في أنيانغ  و1 في هيبي و4 في شينشيانغ  و1 في تزو تشانغو2 في لوهي  و1 في سانمنشيا و20 حالة في مدينة نانيانغ و4 حالات في مدينة شانغكيو و6 حالات في مدينة زهوكو  و10 حالات في مدينة شينيانج و9 حالات في مدينة تشوماديان وحالة واحدة في مقاطعة هواشيان وحالة واحدة في مدينة تشانغيوان.
في 31 يناير، صرحت لجنة الصحة في مقاطعة خنان بتشخيص 74 حالة جديدة وحالة مريضة للغاية وحالة تماثلت للشفاء في 30 يناير. ومن بين الحالات المؤكدة حديثًا: 4 حالات في تشنغتشو وحالتان في كايفنغ وواحدة في لويانغ وحالتان في بينغدينغشان و4 في أنيانغ و4 في شينشيانغ وحالتان في ليانغ و5 في تزو تشانغ وحالتان في لوهي وحالة واحدة في مدينة سانمنشيا  و10 حالات في مدينة نانيانغ و9 حالات في مدينة شانغكيو و7 حالات في مدينة شينيانج  و11 حالة في مدينة زهوكو و5 حالات في مدينة تشوماديان وحالة واحدة في مدينة تشانغيوان و4 حالات في مدينة يونغتشينغ.

### فبراير 2020
في 1 فبراير، صرحت لجنة الصحة بمقاطعة خنان بتشخيص 70 حالة جديدة في 31 يناير. ومن بين الحالات المؤكدة حديثًا: 6 حالات في تشنغتشو و2 في كايفنغ و2 في لويانغ  و1 في بينغدينغشان و4 في أنيانغ و6 في شينشيانغ و4 في شوشانغ  و1 في لوهي  و1 في سانمنشيا و5 في مدينة نانيانغ و2 في مدينة شانغكيو و21 حالة في مدينة شينيانج و2 في مدينة زهوكو  و10 حالات في مدينة تشوماديان و3 حالات في مدينة يونغتشينغ.
في 2 فبراير، صرحت لجنة الصحة في مقاطعة خنان بتشخيص 71 حالة جديدة وبتخريج حالة أخرى في 1 فبراير. ومن بين الحالات المؤكدة حديثًا: 9 حالات في تشنغتشو و3 في كايفنغ و2 في لويانغ و5 في جياوتسو و3 في بينغدينغشان و 2 في هيبي  و1 في تزو تشانغ و2 في لوهي و9 في نانيانغ و7 في مدينة شانغكيو و 18 في مدينة شينيانج و2 في مدينة زهوكو و6 حالات في مدينة تشوماديان وحالة واحدة في مدينة يونغتشنغ وحالة واحدة في مدينة دينغزو.
في 3 فبراير، صرحت لجنة الصحة بمقاطعة خنان بتشخيص 73 حالة مؤكدة جديدة وبتخريج 10 حالات أخرى من المشفى في 2 فبراير. ومن بين الحالات المؤكدة حديثًا: 7 حالات في مدينة تشنغتشو و5 في مدينة بينغدينغشان (بما في ذلك حالة واحدة في مدينة روزهو) و4 في مدينة أنيانغ و4 في مدينة شينشيانغ  و1 في مدينة جياوتسو و2 في مدينة تزو تشانغ و4 في مدينة لوهي و نانيانغ 8 حالات (بما في ذلك حالة واحدة في مدينة دينغزو) و6 حالات في مدينة شانغكيو (بما في ذلك حالة واحدة في مدينة يونغتشينغ)  و11 حالة في مدينة شينيانج و7 حالات في مدينة زهوكو (بما في ذلك حالة واحدة في مقاطعة لويي)  و12 حالة في مدينة تشوماديان و2 في منطقة جيوان.
في 4 فبراير، صرحت لجنة الصحة في مقاطعة خنان بتشخيص 109 حالات جديدة وبتخريج 6 حالات أخرى في 3 فبراير. ومن بين الحالات المؤكدة حديثًا: 13 حالة في تشنغتشو 1 في كايفنغ و5 في لويانغ و9 في بينغدينغشان و4 في أنيانغ و2 في هيبي و6 في شينشيانغ (بما في ذلك 1 في تشانغيوان) وفي جياوتسو كانت هناك 4 حالات في مدينة ليانغ وحالة أخرى في مدينة ليانغ و4 حالات في مدينة تزو تشانغ و3 حالات في مدينة لوهي  و15 حالة في مدينة نانيانغ  و10 حالات في مدينة شانغكيو  و13 حالة في مدينة شينيانج (بما في ذلك حالتان في مقاطعة غوشي) و5 حالات في مدينة زهوكو  و14 حالة في مدينة تشوماديان. ومن تلك الحالات، هناك حالتان في مقاطعة شينكاي.
في 5 فبراير، صرحت لجنة الصحة بمقاطعة خنان بتشخيص 89 حالة جديدة وبتخريج 21 حالة جديدة في 4 فبراير. ومن بين الحالات المؤكدة حديثًا: 7 حالات في تشنغتشو و5 في كايفنغ و5 في لويانغ و6 في بينغدينغشان و2 في أنيانغ و6 في شينشيانغ و3 في جياوتشو و5 في تزو تشانغ و في لوهي و8 حالات في مدينة نانيانغ وحالة واحدة في مدينة شانغكيو و26 حالة في مدينة شينيانج (بما في ذلك حالة واحدة في مقاطعة غوشي) و4 حالات في مدينة زهوكو (بما في ذلك حالة واحدة في مقاطعة لويي) و 10 حالات في مدينة تشوماديان.
في 6 فبراير، صرحت لجنة الصحة بمقاطعة خنان بتشخيص 87 حالة جديدة وبتخريج 13 حالة أخرى في 5 فبراير. ومن بين الحالات المؤكدة حديثًا: 10 حالات في مدينة تشنغتشو  و1 في كايفنغ و4 في مدينة لويانغ و7 في مدينة بينغدينغشان و2 في مدينة أنيانغ و2 في مدينة شينشيانغ (بما في ذلك 1 في مدينة تشانغيوان) و2 في كل من مدينة جياوتسو ومدينة ليانغ وحالة واحدة في شنغهاي وحالتان في مدينة تزو تشانغ وحالتان في مدينة لوهي و4 حالات في مدينة نانيانغ و4 حالات في مدينة شانغكيو و26 حالة في مدينة شينيانج (بما في ذلك حالتان في مقاطعة غوشي) و3 حالات في مدينة زهوكو  و16 حالة في مدينة تشوماديان (بما في ذلك حالة مقاطعة شينكاي 1) وحالة في منطقة جيوان.
في 7 فبراير، صرحت لجنة الصحة بمقاطعة خنان بتشخيص 63 حالة جديدة وبتخريج 14 حالة أخرى، وبحدوث وفاة جديدة في يوم 6 فبراير. ومن بين الحالات المؤكدة حديثًا: 10 حالات في مدينة تشنغتشو وحالتان في مدينة كايفنغ (بما في ذلك حالة واحدة في مقاطعة لانكاو) و3 حالات في مدينة لويانغ و5 حالات في مدينة بينغدينغشان و3 حالات في مدينة أنيانغ و1 في مدينة هيبي و1 في مدينة جياوتسو و مدينة تزو تشانغ. حالتان و7 حالات أخرى في مدينة نانيانغ (بما في ذلك حالة واحدة في مدينة دينغزو) و7 حالات في مدينة شانغكيو (بما في ذلك حالة واحدة في مدينة يونغتشنغ) و12 حالة في مدينة شينيانج (بما في ذلك 3 حالات في مقاطعة غوشي) وحالة واحدة في مدينة زهوكو و8 حالات في مدينة تشوماديان (بما في ذلك حالة واحدة في مقاطعة شينكاي) وحالة واحدة في منطقة جيوان.
في 8 فبراير، صرحت لجنة الصحة بمقاطعة خنان بتشخيص 67 حالة جديدة وبتخريج 29 حالة وبوفاة حالة أخرى في 7 فبراير. من بين الحالات المؤكدة حديثًا: 16 حالة في مدينة شينيانج (بما في ذلك حالة واحدة في مقاطعة غوشي) و10 حالات في مدينة نانيانغ (بما في ذلك حالة واحدة في مدينة دينغزو) و8 حالات في مدينة تشنغتشو و7 حالات في مدينة تشوماديان ( بما في ذلك حالة واحدة في مقاطعة شينكاي) و4حالات في مدينة شانغكيو (بما في ذلك 3 حالات في مدينة يونغتشينغ) و3 حالات في مدينة لوهي و3 حالات في مدينة أنيانغ (بما في ذلك حالة واحدة في مقاطعة هيوا) وحالتان في مدينة بينغدينغشان وحالتان في مدينة هيبي وحالتان في مدينة جياوتسو وحالتان في مدينة تزو تشانغ ومدينة زهوكو وحالتان في مدينة شنيانغ وحالتان في مدينة ليانغ وحالتان في مدينة شينشيانغ وحالة واحدة في مدينة كايفنغ وحالة واحدة في مدينة لويانغ.
في 9 فبراير، صرحت لجنة الصحة بمقاطعة خنان 53 حالة جديدة وبتخريج 34 حالة وبوفاة حالتين في 8  فبراير. من بين الحالات المؤكدة حديثًا: 13 حالة في مدينة شينيانج و7 حالات في مدينة شانغكيو (بما في ذلك حالتان في مدينة يونغتشينغ) و6 حالات في مدينة تشنغتشو و5 حالات في مدينة نانيانغ و4 حالات في مدينة هيبي و4 حالات في مدينة جياوتسو و3 حالات في كل من مدينة كايفنغ ومدينة تشوماديان. 3 حالات وحالتان أخرى في مدينة بينغدينغشان وحالتان في مدينة ليانغ، وحالة واحدة في مدينة أنيانغ وحالة واحدة في مدينة تزو تشانغ وحالة واحدة في مدينة لوهي وحالة واحدة في مدينة شينشيانغ (بما في ذلك حالة واحدة في مدينة شانغيوان).
في 10 فبراير، صرحت لجنة الصحة بمقاطعة خنان بتشخيص 40 حالة جديدة وبتخريج 38 حالة أخرى في يوم 9 فبراير. من بين الحالات المؤكدة حديثًا: 15 حالة في شينيانج (بما في ذلك 5 في مقاطعة غوشي) و7 في تشوماديان و4 في تشنغتشو و3 في زهوكو و2 في بينغدينغشان و2 في لويانغ و2 في شينشيانغ (بما في ذلك 1 في مدينة تشانغيوان) و1 في مدينة ليانغ و1 في مدينة أنيانغ و1 في مدينة شانغكيو و1 في مدينة نانيانغ و1 في مدينة جياوتسو.
في 11 فبراير، صرحت لجنة الصحة في مقاطعة خنان بتشخيص 32 حالة جديدة وبتخريج 29 حالة وبحدوث وفاة جديدة في 10 فبراير. من بين الحالات المؤكدة حديثًا: 8 حالات في مدينة شينيانج (بما في ذلك 4 حالات في مقاطعة غوشي) و3 في مدينة تشوماديان و3 في مدينة شانغكيو و3 في مدينة جياوتسو و2 في مدينة نانيانغ و2 في مدينة تشنغتشو و2 في كل من بينغدينغشان وشينشيانغ. 3 حالات (منها حالة واحدة في مدينة تشانغيوان) في مدينة أنيانغ و1 في مدينة تزو تشانغ و1 في مدينة لوهي و1 في مدينة لويانغ و1 في مدينة كايفنغ و1 في مدينة هيبي و1 في مدينة ليانغ.
في 12 فبراير، صرحت لجنة الصحة بمقاطعة خنان بتشخيص 30 حالة جديدة وبتخريج 33 حالة وبحدوث وفاة أخرى في يوم 11 فبراير. من بين الحالات المؤكدة حديثًا: 5 حالات في مدينة تشنغتشو (بما في ذلك حالة واحدة في مدينة غونغيي) و5 حالات في مدينة شينشيانغ (بما في ذلك 5 حالات في مدينة تشانجيوان) و3 حالات في مدينة أنيانغ و3 حالات في كل من شينيانج (بما في ذلك حالتان في مقاطعة غوشي) وتشوماديان وحالتان في شنغهاي وحالتان في نانيانغ وحالتان في لوهي وحالتان في بويانغ وحالتان في تزو تشانغ وحالة في بينغدينغشان وحالة في لويانغ وحالة في هيبي وحالة في زهوكو.
في 13 فبراير، صرحت لجنة الصحة بمقاطعة خنان بتشخيص 34 حالة جديدة وبتخريج 27 حالة وبحدوث حالتي وفاة في 12 فبراير. ومن بين الحالات المؤكدة حديثًا: 9 حالات في مدينة شينيانج (بما في ذلك حالة واحدة في مقاطعة غوشي) و7 حالات في مدينة نانيانغ و6 حالات في مدينة تشوماديان و4 حالات في مدينة تشنغتشو وحالتان في مدينة زهوكو (بما في ذلك حالة واحدة في لويي) و1 في مدينة لويانغ وحالة واحدة في كل من مدينة بينغدينغشان ومدينة أنيانغ ومدينة شينشيانغ ومدينة جياوتسو ومدينة شانغكيو.
في 14 فبراير، صرحت لجنة الصحة بمقاطعة خنان بتشخيص 15 حالة جديدة وبتخريج 55 حالة وبحدوث وفاة جديدة في 13 فبراير. ومن بين الحالات المؤكدة حديثًا: 3 حالات في شينيانج و3 في تشوماديان و3 في تزو تشانغ و1 في نانيانغ و1 في كل من تشنغتشو وزوهوكو وبينغدينغشان وشينشيانغ وشانغكيو.

### مارس 2020
في 11 مارس، أكدت تشنغتشو وجود حالة قادمة من الخارج. أخفى المريض عمدًا تاريخ سفره إلى الخارج في بداية مارس، ولهذا خضع للتحقيق من قبل فرع طريق جامعة الأمن بمدينة تشنغتشو.